# Phillip Margolin

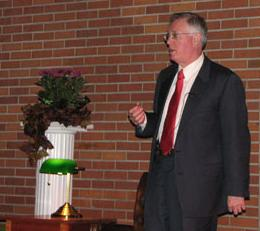
Phillip Margolin (2011)

Phillip Margolin (New York, 1944) is een Amerikaanse auteur van thrillers.
Margolin studeerde aan de New York University School of Law. Na zijn studie werkte hij als advocaat aan vele opzienbarende moordzaken. Na 25 jaar advocatuur besloot hij boeken te gaan schrijven. Dit resulteerde in 1974 in zijn debuut The Girl in the Yellow Bikini, een kort thrillerverhaal. Heartstone (in het Nederlands vertaald als Kroongetuige) was zijn eerste thriller. Dit boek werd genomineerd voor de Edgar Allan Poe Award. Daarna volgden nog tientallen boeken (legal thrillers), waaronder de populaire Amanda Jaffe- en Dana Cutler-serie.
In 1997 schreef Margolin het geschenk voor de Maand van het Spannende Boek, Rookgordijn.